# Почетни ударац (филм)
Почетни ударац је југословенски драмски филм из 1990. године. Режирао га је Дарко Бајић, а сценарио је написао Гордан Михић. На 37. Пулском филмском фестивалу 1990. године глумица Ања Поповић награђена је за женску епизодну улогу у филму. Почетни ударац је наставак филма Заборављени из 1988. године.

## Радња
Двоје ученика средње реформисане школе различитог социјалног порекла немају никакву потпору у свету својих родитеља и наставника. Једину подршку налазе у друговима из разреда, од којих је један најбољи спортиста а други добродушан али несналажљив момак. Оно што их разликује од других је то што су иако апсолутни аутсајдери, свој положај прихватају као природно стање.
Сматрају да тек изгубивши све, припадник њихове генерације може добити оно највише: излаз из духовног света оне Југославије коју су створили старији.

## Улоге
| Глумац                     | Улога               |
| -------------------------- | ------------------- |
| Никола Којо                | Марко               |
| Анита Манчић               | Биља                |
| Драган Јовановић           | Данко               |
| Драган Бјелогрлић          | Мишко               |
| Данило Лазовић             | Адам                |
| Горица Поповић             | Руска               |
| Татјана Венчеловски        | Вера                |
| Милица Велимировић         | Љиља                |
| Михаило Јанкетић           | Марков отац         |
| Рената Улмански            | Разредни старешина  |
| Петар Краљ                 | Данков отац         |
| Мира Бањац                 | Данкова мајка       |
| Ђурђија Цветић             | Маркова мајка       |
| Властимир Ђуза Стојиљковић | Психолог            |
| Вука Дунђеровић            | Професор математике |
| Небојша Бакочевић          | Аске                |
| Горан Радаковић            | Аскетов друг        |
| Жарко Радић                | Сингер              |
| Синиша Ћопић               | Крастави            |
| Весна Станојевић           | Млађа лекарка       |
| Ања Поповић                | Дебела у болници    |